# Рельсошлифовальный вагон

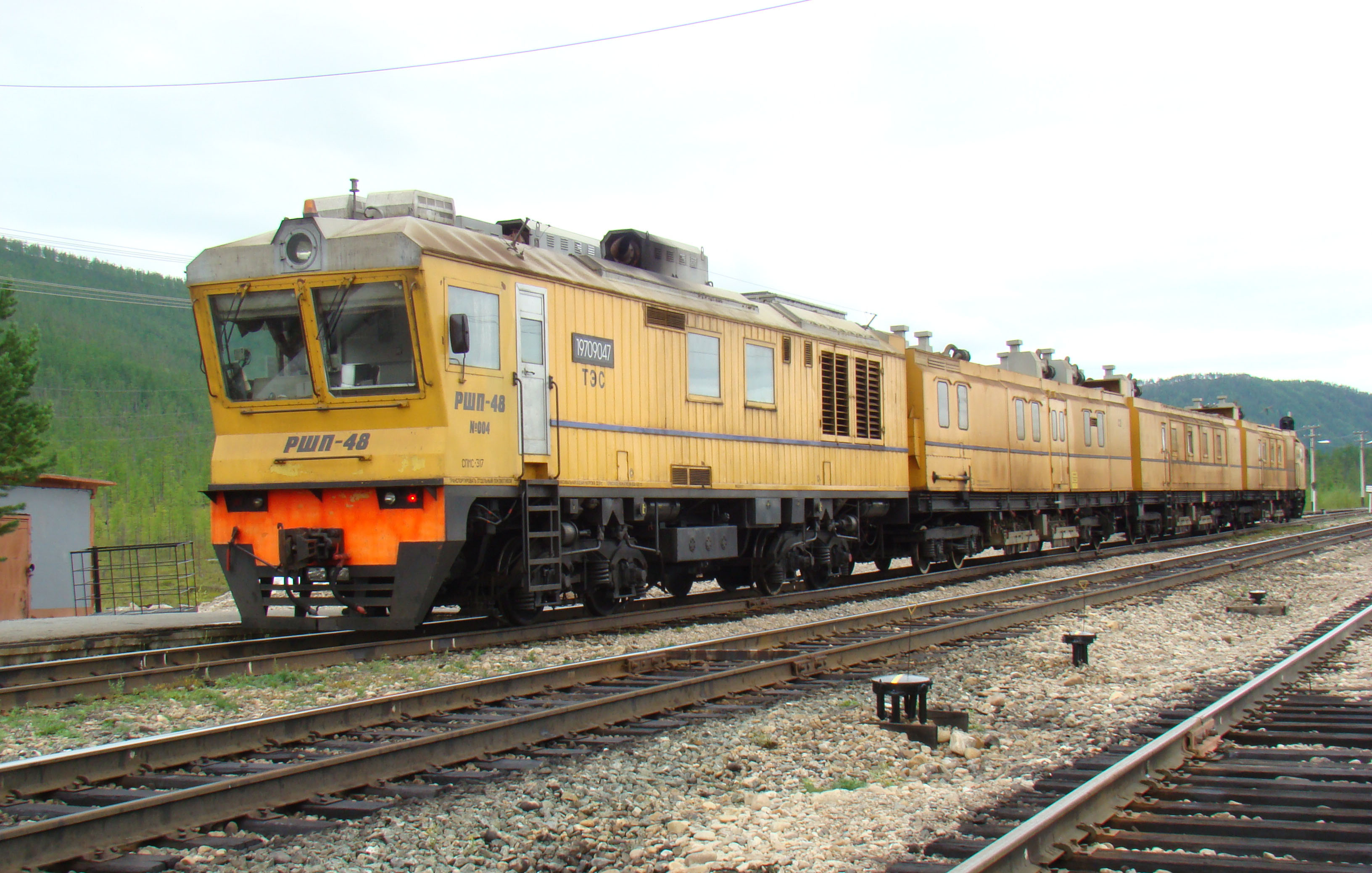
Рельсошлифовальный поезд РШП-48

Рельсошлифовальный вагон — вид подвижного состава железных дорог, предназначенный для ликвидации поверхностных дефектов и волнообразных неровностей на поверхности головок рельсов, уложенных в путь, путём шлифования их абразивными кругами (камнями).

## Общая характеристика

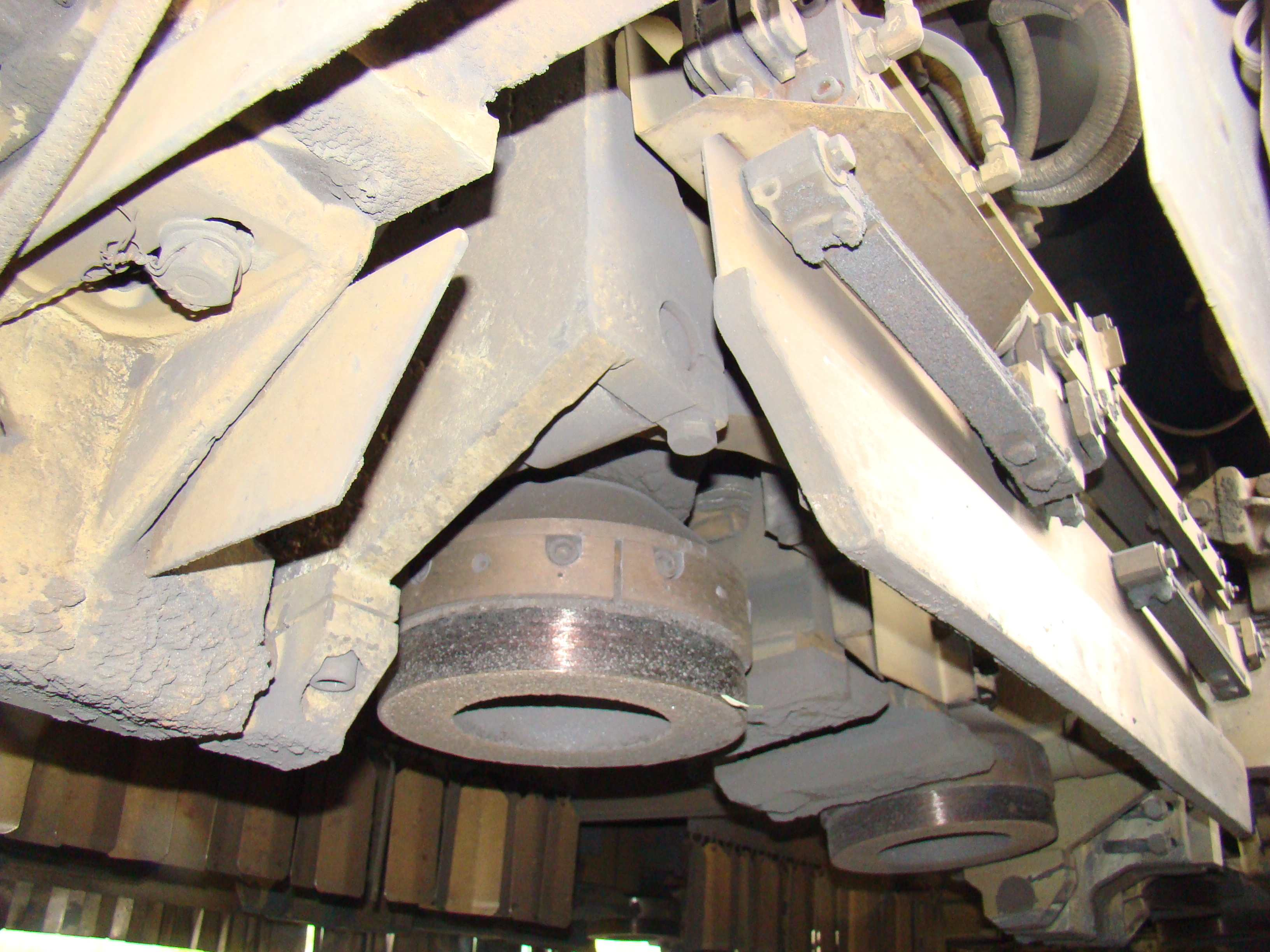
Шлифовальные головки на РШП-48

Рельсошлифовальный вагон входит в состав поезда, перемещается локомотивом и имеет прицепную цистерну для воды. Под рельсошлифовальный вагон обычно переоборудуют грузовой вагон, две ходовые тележки которого одновременно являются шлифовальными. Третья шлифовальная тележка, расположенная между крайними и связанная с ними тягами, для большей устойчивости частично догружена кузовом через пружинное устройство. Привод шлифовальных камней в транспортировочное или рабочее положение — пневматический или гидравлический. Для смачивания шлифовальных камней во время работы к ним из цистерны поступает вода. Имеются рельсошлифовальные вагоны на базе пассажирского вагона, у которого три шлифовальные тележки размещены между ходовыми.
Современные рельсошлифовальные поезда (РШП) при обработке головок рельсов в пути могут выполнять следующие задачи:
1. выравнивать поверхность головки рельсов вдоль пути, ликвидируя (или существенно уменьшая) волнистость;
2. изменять геометрическое очертание сечения головки рельса, удаляя поверхностные дефекты, а также образуя заданную форму головки рельса, обеспечивающую наилучшие условия его взаимодействия с колёсами подвижного состава.

Каждая секция РШП, как правило, состоит из пяти вагонов:
- вагон с тяговоэнергетической установкой (ТЭУ), включающий тяговый двигатель и дизель-генераторы;
- три шлифовальных вагона, под каждым из которых установлены две шлифовальных тележки. Один из них — бытовой (купе, кухня), другой — для хранения абразивов; еще один вагон — мастерская, где имеется вспомогательная дизельная установка для внутренних нужд поезда;
- пятый — головной вагон РШП, где расположен пульт управления, а под рамой установлены две измерительные тележки, позволяющие оценивать состояние рельсов до и после шлифовки.

Каждая рельсошлифовальная тележка содержит четыре шлифовальных головки на каждую рельсовую нить.

## Технические характеристики
- Шлифование рельсов осуществляется при скорости движения поезда до 60 километров в час.
- Усилие нажатия шлифовальных камней на рельсы — до 150 кН.
- Для снятия с рельсов слоя толщиной 1 миллиметр необходимы 30—50 проходов поезда.